# MASAYUKI SUZUKI 30TH ANNIVERSARY LIVE THE ROOTS〜could be the night〜
『MASAYUKI SUZUKI 30TH ANNIVERSARY LIVE THE ROOTS〜could be the night〜』（マサユキ・スズキ・サーティース・アニバーサリー・ライヴ・ザ・ルーツ クッド・ビー・ザ・ナイト）は、2010年9月1日にリリースされた鈴木雅之初のライブ・アルバム。

## 概要
2010年2月24日に東京NHKホールにて、デビュー30周年記念日前夜にファンクラブ限定で開催された一夜限りのライヴの音源化。ソロ活動では初のライヴ盤。発売日のオリコンデイリーチャートは第20位。
本ライヴは、普段のライヴとは異なるビッグ・バンド形式で演奏され、CD2枚組にオープニングからアンコールまでライヴ音源全27曲とボーナストラック3曲が収録されている。
当日演奏された楽曲は、シャネルズ〜ラッツ&スター時代・ソロ期のヒット曲の他、鈴木自身が影響を受けたドゥーワップやロックンロール等の洋楽・邦楽のカバーも多数演奏された。
また、ゲストも多数出演している。ラッツ&スターのオリジナル・メンバーの佐藤善雄・桑野信義をはじめ、鈴木聖美、佐藤竹善、ゴスペラーズよりゴスペラッツで共にユニットを組んだ村上てつや・酒井雄二等のアーティストも参加している。
ボーナストラックには、宇崎竜童・阿木燿子による書き下ろし楽曲「永遠の迷宮」、大瀧詠一カヴァー楽曲「Pap-Pi-Doo-Bi-Doo-Ba 物語」（ゴスペラッツ）、ゴスペラッツで2008年に配信限定でリリースされた「禁煙スウィング」が収録されている。
初回生産限定盤はトール・デジパック仕様で、Disc.3としてライヴの一部（4曲）を収録した鈴木の作品としては初の初回盤ボーナスDVD付。また、30周年特別企画として、2010年3月24日〜2011年2月25日の期間中に発売される鈴木雅之関連の全ての初回仕様限定盤商品に特別応募券が封入され、抽選でスペシャルオリジナルグッズがプレゼントされる。本作には、「携帯待ち受けフラッシュ画像プレゼント&30周年特別企画応募券2」のチラシ、「バックステージご招待」応募ハガキ（ライヴチケットとのW購入者応募施策用）、先着購入特典として、「30th AnniversaryカードVol.2」が封入されていた。

## 収録曲
| 全編曲: 小松秀行, 山本拓夫（ホーンアレンジ）。 |                                    |       |            |      |
| #                                              | タイトル                           | 作詞  | 作曲・編曲 | 時間 |
| 1.                                             | 「OPENING〜IT DON'T MEAN A THING」 |       |            | 2:55 |
| 2.                                             | 「EVERYBODY LOVES A LOVER」        |       |            | 3:01 |
| 3.                                             | 「LOVE POTION NUMBER 9」           |       |            | 5:45 |
| 4.                                             | 「THAT IS ROCK AND ROLL」          |       |            | 2:31 |
| 5.                                             | 「ZOOM」                           |       |            | 3:56 |
| 6.                                             | 「SH-BOOM」                        |       |            | 2:40 |
| 7.                                             | 「CHAPEL OF DREAMS」               |       |            | 2:34 |
| 8.                                             | 「It's a 人生」                    |       |            | 5:14 |
| 9.                                             | 「黄昏のビギン」                   |       |            | 3:47 |
| 10.                                            | 「TAXI」                           |       |            | 5:12 |
| 11.                                            | 「グッドナイトベイビー」           |       |            | 6:05 |
| 12.                                            | 「いつも夢中」                     |       |            | 2:53 |
| 13.                                            | 「Tシャツに口紅」                  |       |            | 4:48 |
| 14.                                            | 「ガラス越しに消えた夏」           |       |            | 5:18 |
| 合計時間:                                      | 合計時間:                          | 56:39 |            |      |

| 全編曲: 小松秀行, 山本拓夫（ホーンアレンジ）。 |                                                             |           |           |       |
| #                                              | タイトル                                                    | 作詞      | 作曲      | 時間  |
| 1.                                             | 「SING, SING, SING」                                        |           |           | 5:13  |
| 2.                                             | 「楽しき街角」                                              |           |           | 3:55  |
| 3.                                             | 「街角トワイライト」                                        |           |           | 4:06  |
| 4.                                             | 「トゥナイト」                                              |           |           | 2:40  |
| 5.                                             | 「憧れのスレンダー・ガール」                                |           |           | 3:27  |
| 6.                                             | 「ハリケーン」                                              |           |           | 3:38  |
| 7.                                             | 「め組のひと」                                              |           |           | 5:44  |
| 8.                                             | 「ランナウェイ」                                            |           |           | 3:47  |
| 9.                                             | 「涙のスウィート・チェリー」                                |           |           | 4:00  |
| 10.                                            | 「THE SOUND OF PHILADELPHIA〜TONIGHT (COULD BE THE NIGHT)」 |           |           | 5:36  |
| 11.                                            | 「夢見る16歳」                                              |           |           | 8:08  |
| 12.                                            | 「キミの街にゆくよ」                                        |           |           | 6:12  |
| 13.                                            | 「夢で逢えたら」                                            |           |           | 5:34  |
| 14.                                            | 「永遠の迷宮」(Bonus Tracks)                                | 阿木燿子  | 宇崎竜童  | 3:43  |
| 15.                                            | 「禁煙スウィング」(Bonus Tracks)                            | 新井武士  | 宇崎竜童  | 2:54  |
| 16.                                            | 「Pap-Pi-Doo-Bi-Doo-Ba 物語」(Bonus Tracks)                 | 大瀧詠一  | 大瀧詠一  | 3:53  |
| 合計時間:                                      | 合計時間:                                                   | 合計時間: | 合計時間: | 72:30 |

| #  | タイトル                            | 作詞 | 作曲・編曲 |
| -- | ----------------------------------- | ---- | ---------- |
| 1. | 「OPENING (IT DON’T MEAN A THING)」 |      |            |
| 2. | 「ZOOM」                            |      |            |
| 3. | 「CHAPEL OF DREAMS」                |      |            |
| 4. | 「ランナウェイ」                    |      |            |